# Nanos Valaoritis
Nanos Valaoritis (Lausana, 5 de julho de 1921 - 12 de setembro de 2019) estava um escritor grego. Ele estudou direito, filologia (inglês e francês) nas universidades de Atenas, Londres e Sorbonne. A qualidade, o apelo internacional e a influência de sua obra levaram Valaoritis a ser descrito como o poeta mais importante da diáspora helênica desde Constantine Cavafy.

## Biografia
Valaoritis nasceu de pais gregos em Lausanne, na Suíça, em 1921, mas cresceu na Grécia, onde estudou clássicos e direito na Universidade de Atenas. 
Em 1944, Valaoritis escapou da Grécia, ocupada pelos alemães, através do Mar Egeu, para a Turquia e de lá pelo Oriente Médio, até o Egito, onde fez contato com Seferis, que servia o governo grego no exílio como Primeiro Secretário da Legação Grega no Cairo.
Em 1960, Valaoritis retornou à Grécia e, entre 1963 e 1967, foi editor e editor-chefe da revista literária de vanguarda grega Pali. Mas quando a junta chegou ao poder em 1967, ele sentiu que não tinha escolha a não ser se exilar voluntariamente e, em 1968, foi para a América, onde se tornou professor de literatura comparada e redação criativa na Universidade Estadual de São Francisco, cargo que ocupava por vinte e cinco anos.
Em 1983, ele recebeu o Primeiro Prêmio Estadual de Poesia, enquanto lhe foi negado um prêmio semelhante em 1958. Em 1976, também lhe foi negada a proposta de se tornar um membro não credível da Academia de Atenas. Em dezembro de 2009, ele recebeu o Grande Prêmio de Literatura por todo o seu trabalho.